# Mellicta asiae
Mellicta asiae är en fjärilsart som beskrevs av Ruggero Verity 1940. Mellicta asiae ingår i släktet Mellicta och familjen praktfjärilar. Inga underarter finns listade i Catalogue of Life.